# Жиленко, Ирина Владимировна
Ирина (Ираида) Влади́мировна Жиле́нко (28 апреля 1941 — 3 августа 2013) — украинская поэтесса, прозаик и очеркист, автор книги воспоминаний. Лауреат Национальной премии Украины имени Тараса Шевченко (1996).

## Биография
Родилась 28 апреля 1941 года в Киеве. Детство Ирины Жиленко прошло на Черкасщине. Её родители погибли на Второй Мировой. После войны она снова вернулась в Киев. После окончания школы поступила на вечернее отделение филологии КГУ имени Т. Г. Шевченко, работала воспитателем в детском саду. Выпускница университета 1964 года. В течение ряда лет работала в редакциях газет «Молодь України», «Літературна Україна», журнала «Ранок» (Утро). Жена украинского прозаика Владимира Дрозда.

## Творчество поэтессы
Писать стихи начала в раннем возрасте. В начале творчества испытала влияние русских символистов.
Значительное место в творчестве поэтессы уделено изображению женщины и её природы. Место женщины в микромире поэзии Ирины Жиленко это место любви, матери, помощницы, создателя сети отношений, на которые она в свою очередь опирается, а также — поэтессы, эстетки. Лирическая героиня поэзии И. Жиленко в значительной мере отражает традиционный украинский стереотип феминности, хоть и в модифицированном виде
- - «Євангеліє від ластівки»

И. Жиленко — автор ряда детских произведений:
- повестей для детей «Двічі по два дорівнює кульбабці» («Дважды два равняется одуванчику») (1983) и «Новорічна історія про двері, яких нема, і про те, як корисно іноді помилитися номером» («Новогодняя история о двери, которой нет, и о том, как полезно иногда ошибиться номером») (1986).
- сборников детских стихов «Достигають колосочки» (1964), «Вуличка мого дитинства» (1979), «Казки буфетного гнома» (1985).

В 2011 году в киевском издательстве «Смолоскип» («Факел») вышла книга воспоминаний Ирины Жиленко «Homo Feriens» (рус. Человек празднующий), содержащая немало эпизодов из истории украинского «шестидесятничества» — украинского движения национально-культурного сопротивления в СССР. До этого воспоминания поэтессы печатались в литературно-общественном журнале «Сучасність» («Современность») в конце 1990-х — начале 2000-х годов.
Произведения И. Жиленко выходили в переводе на многие языки, в том числе на русский. Так, в 1990 году в издательстве «Детская литература» вышла сказка Ирины Жиленко «Дважды два равняется одуванчику» в переводе И. Медведевой, представляющая собой контаминацию воспоминаний о послевоенном детстве с книжно-дворовой мифологией.

## Награды
- премия имени В. Н. Сосюры (1987) — за книгу стихов «Дівчинка на кулі»
- Государственная премия имени Тараса Шевченко (1996) — за сборник «Вечірка у старій винарні»
- Орден княгини Ольги III-й степени (Украина, 2001)[1]
- Премия Василия Стуса (2012)[2]